# Хвастово (Вологодский район)
Хвастово — деревня в Вологодском районе Вологодской области.
Входит в состав Кубенского сельского поселения, с точки зрения административно-территориального деления — в Кубенский сельсовет.
Расстояние по автодороге до районного центра Вологды — 34 км, до центра муниципального образования Кубенского — 4 км. Ближайшие населённые пункты — Ирхино, Барачево, Хрипилево, Подолино, Крюково, Кулешево, Манино, Матвеевское, Лахмино, Деревково.
По данным переписи в 2002 году постоянного населения не было.